# Indočínská válka
Indočínská válka, známá také jako první válka v Indočíně, byl konflikt, který začal ve francouzské Indočíně 19. prosince 1946 a trval do 20. července 1954. Boj mezi francouzskými silami a jejich odpůrci z Viet Minhu na jihu se dá vysledovat do září 1945. Konfliktu se účastnila řada sil, včetně francouzského dálněvýchodního expedičního sboru Francouzské unie, vedený Francií a podporovaný Vietnamskou národní armádou vládce Bao Dai proti Việt Minhu, vedeným Ho Či Minem a Vietnamské lidové armádě vedené Võ Nguyên Giápem. Většina bojů se odehrála v Tonkinu na severu Vietnamu, ačkoli konflikt pohltil celou zemi a rozšířil se také do sousedních francouzských protektorátů Laosu a Kambodže.

## Nástin událostí

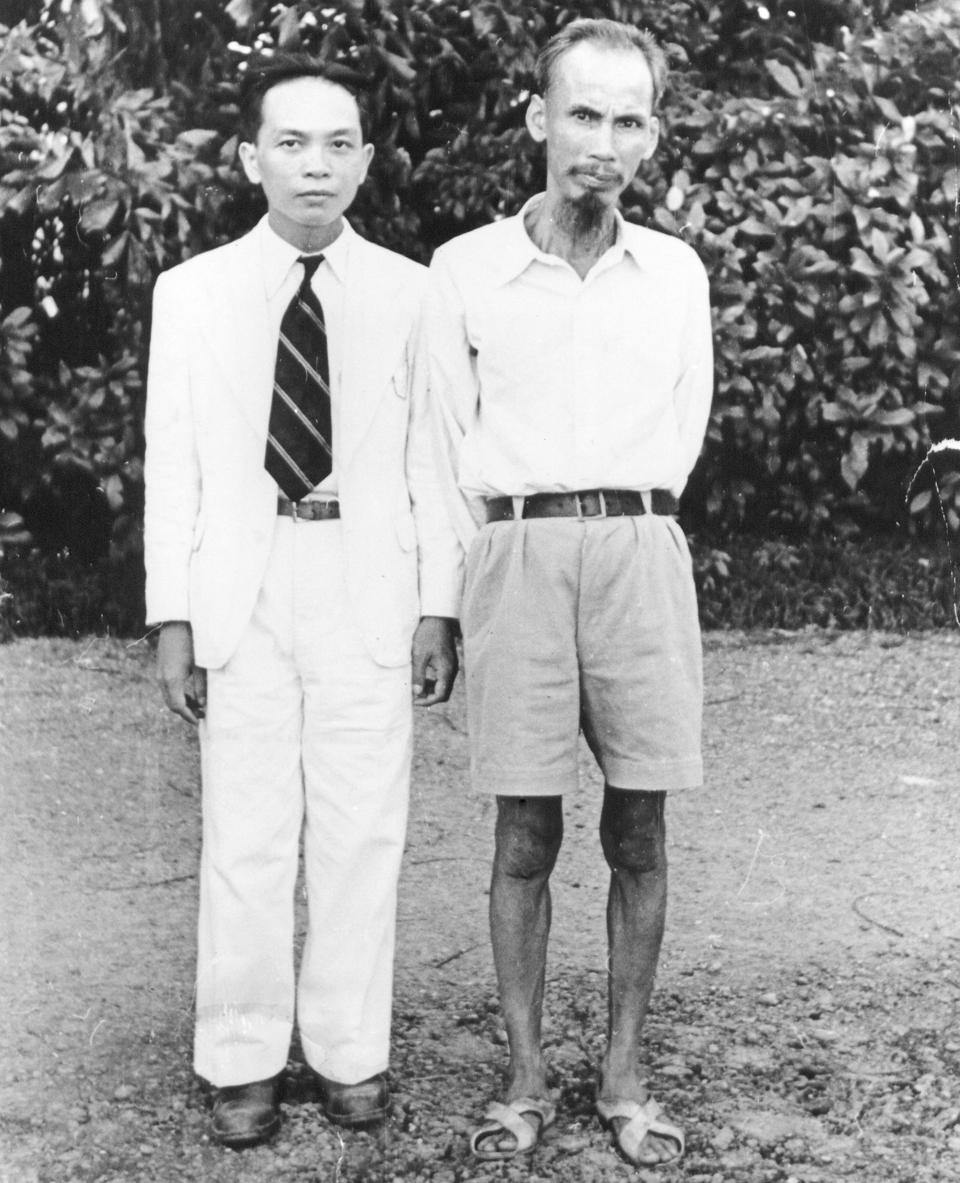
Vo Nguyen Giap & Ho Či Min

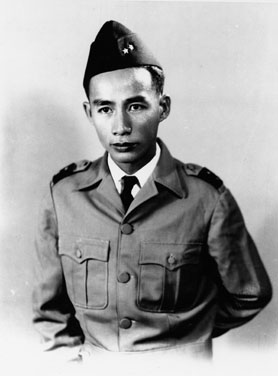
Generál Trinh Minh Thé

Po skončení japonské okupace Indočíny na konci 2. světové války se dostali k moci komunisté pod vedením Ho Či Mina, kteří ale nebyli schopní zabránit pokusům Francie o obnovu předválečného koloniálního uspořádání, statu quo ante bellum. Francouzi propustili japonské válečné vězně a znovu je vyzbrojili, aby v prvních týdnech konfliktu bojovali na jejich straně. V říjnu 1945 obsadily francouzské oddíly Saigon, dále pokračovaly směrem do delty Mekongu a v listopadu 1945 se jim podařilo získat Haiphong. K otevřenému střetu Francouzů s komunisty došlo 19. prosince 1945. Komunistická Vietnamská lidová armáda (Viet Minh) pod velením generála Vo Nguyen Giapa byla velmi špatně vyzbrojena a neměla dostatek sil, aby se v čelném střetu postavila francouzským oddílům. To byl důvod zvolené strategie partyzánského boje, kdy se snažili využít členitého a neprostupného terénu.
Spojené státy souhlasily s tím, aby Francie vytvořila Francouzský vietnamský stát, jakožto integrální součást Francouzské unie v čele s císařem Bao Daiem, na jehož základě zformovala svou Vietnamskou národní armádu. Válka v Indočíně probíhala jistou dobu paralelně s korejskou válkou. Oba dva konflikty měly ideologické zabarvení. V té době se plně rozvinul globální konflikt Východ-Západ (jehož součástí byla studená válka v letech 1947/48–1953), který postavil proti sobě dvě supervelmoci: USA a SSSR. Zatímco na centrální úrovni k otevřeným střetům nedocházelo (mezi velmocemi samými), tak na periferii v jednotlivých částech světa, obě dvě země podporovaly své přátele s cílem oslabit rivala. Proto byly Spojené státy ochotné pomoci Francii v této válce, i když odmítaly kolonialismus. Největší podpory se Francouzům dostalo ze strany Velké Británie a do roku 1949 i Čankajškových Číňanů. Vietnamští komunisté získali podporu zejména po roce 1949 od Mao Ce-tungovy Číny a SSSR. Číňané nedodávali jen zbrojní techniku, ale také školili důstojnický sbor Viet Minhu. Ten dosáhl prvního většího úspěchu v roce 1950, kdy dobyl opěrné francouzské body na čínských hranicích, čímž zajistil otevřenou čínskou cestu pro zásobování. Dalším krokem byla snaha komunistů ovládnout deltu Červené řeky, ale opevnění francouzských pozic neprolomili. V této operaci utržil Viet Minh masivní ztráty.
Francouzské velení si uvědomovalo problémy s mobilními partyzánskými oddíly, a proto se rozhodlo k rozsáhlému útoku na konci roku 1952 pod velením generála Salana podél toku Červené řeky, který ovšem nepřinesl požadované výsledky. Naopak, tentokrát došlo ke značným ztrátám na straně Francouzů. Viet Minh na situaci pružně zareagoval přenesením těžiště bojů do sousedního Laosu a zesílil komunistické bojůvky v Kambodži, což pro Francii znamenalo zmenšení počtu záložních jednotek. Francouzské oddíly odrazily nápor Viet Minhu v deltě Červené řeky, ale v samotné Francii narůstal stále větší nesouhlas s tímto válečným dobrodružstvím, zejména pro finanční náklady a rostoucí počet mrtvých vojáků.
Tak došlo k definitivnímu rozhodnutí francouzského velení v čele s generálem Navarrem, že přinutí nepřátelské oddíly Viet Minhu k jediné osudové bitvě s cílem bleskového ukončení války. Koncem roku 1953 tak došlo k realizaci operace Castor, která zahrnovala výsadek francouzských oddílů v laoském pohraničí. V březnu 1954 pak byla zahájena rozhodující bitva u Dien Bien Phu s nečekaným výsledkem. Francouzi byli poraženi jednotkami Viet Minhu, které byly před tímto střetem posíleny. K francouzské porážce došlo v okamžiku pro Francii nepříhodném, totiž v předvečer ženevských mírových jednání.
Ve Francouzské cizinecké legii do roku 1954 sloužilo 35 000 Němců[zdroj?]. V tomto období také vzniklo několik pochodových písní Francouzské cizinecké legie, které místo původních německých textů dostaly text francouzský.. Války se v řadách legie zúčastnilo i 1600 Čechoslováků, většinou antikomunisticky orientovaných emigrantů z komunistického Československa. 300 z nich padlo. Jde o největší nasazení Čechů ve válečném konfliktu od druhé světové války až dosud.

## Ženevské dohody

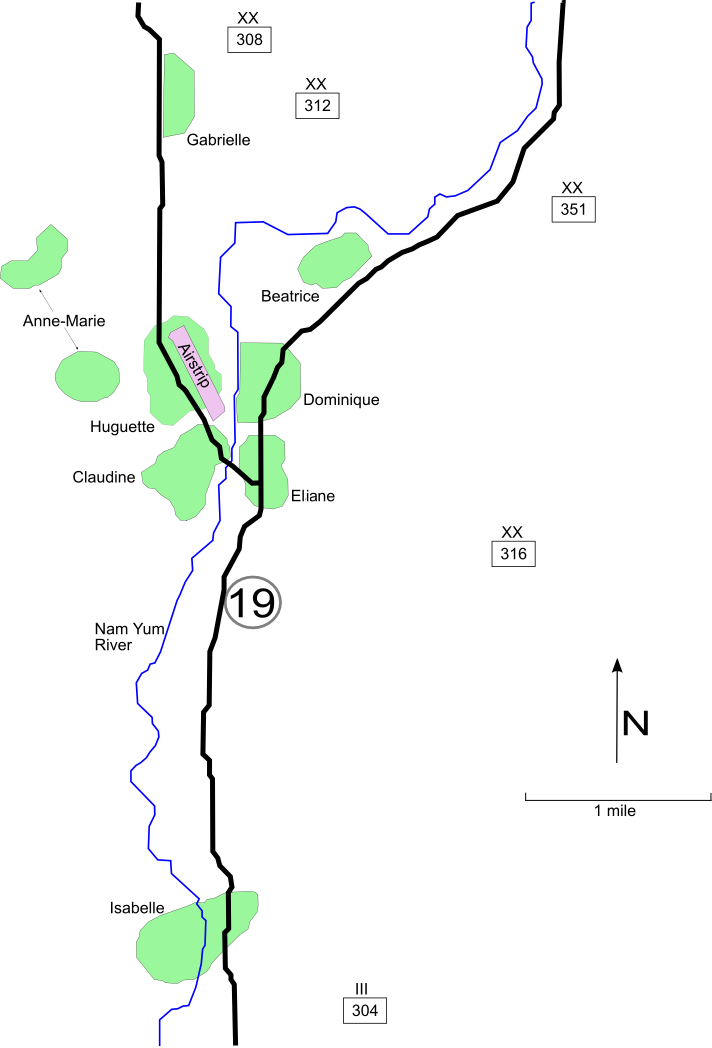
Francouzské pozice v bitvě u Dien Bien Phu.

Mírová jednání v Ženevě probíhala ve dvou etapách. Od 26. dubna do 17. června a další kolo od 10. do 20. července 1954. Schůzky se zúčastnily SSSR, USA, Velká Británie, Francie, VDR (severní Vietnam) a Vietnamská republika (jižní Vietnam), Kambodža a Laos. Z asijského kontinentu byly ještě přizvány Čína a Indie. Jejich premiéři (čínský Čou En-laj a indický Džaváharlál Néhrú) 28. června 1954 zformulovali obecné zásady mírového soužití mezi státy – Panča šíla.
V otázce Kambodži a Laosu došlo ke shodě, oběma státům byla garantována formální nezávislost a postavení neutrálních zemí. Do konce roku 1954 mělo dojít ke stažení všech cizích vojsk z jejich území, což se také stalo. V obou státech byly naplánované volby do konce roku 1955.
 Vietnamský problém nebylo tak snadné vyřešit, přesto se nakonec podařilo dosáhnout shody, zejména po tlaku Číny na Sovětský svaz. Severní Vietnam měl být prozatím pod komunistickou nadvládou Ho Či Mina s hlavním městem Hanojí. Naopak jižní Vietnam měl prozatím zůstat nekomunistický se staronovým vládcem Bao Daiem a hlavním městem Saigonem. Za dělicí hranici byla určena 17. rovnoběžka s přilehlým demilitarizovaným pásmem. Žádný stát v Indočíně nesměl být součástí jakéhokoli vojenského paktu. Na léto 1956 byly naplánovány svobodné vietnamské volby, které měly odpovědět na otázku, jaká bude další budoucnost Vietnamu a smlouva hovořila o sjednocení této země právě v roce 1956. Na plnění dohod dohlížela mezinárodní komise ze zástupců Indie, Polska a Kanady. K laoským a kambodžským volbám došlo dle smluvních ujednání, k volbám ve Vietnamu však nikdy nedošlo, takže země zůstala fakticky rozdělena i po roce 1956.
Nezáviděníhodná byla situace Francie, která v Ženevě vystupovala z pozice agresora. Navíc byla zmítána vnitropolitickými spory. Po neúspěchu u Dien Bien Phu podala vláda Josepha Laniela demisi a nový kabinet Mendèse France získal důvěru až po slibu, že ukončí válečné dobrodružství v Indočíně. Tak se i stalo podpisem ženevských dohod v červenci 1954. Ovšem tyto dohody, jak se později ukázalo, nedodržela žádná ze smluvních stran.

## Další vývoj

Ženevská jednání

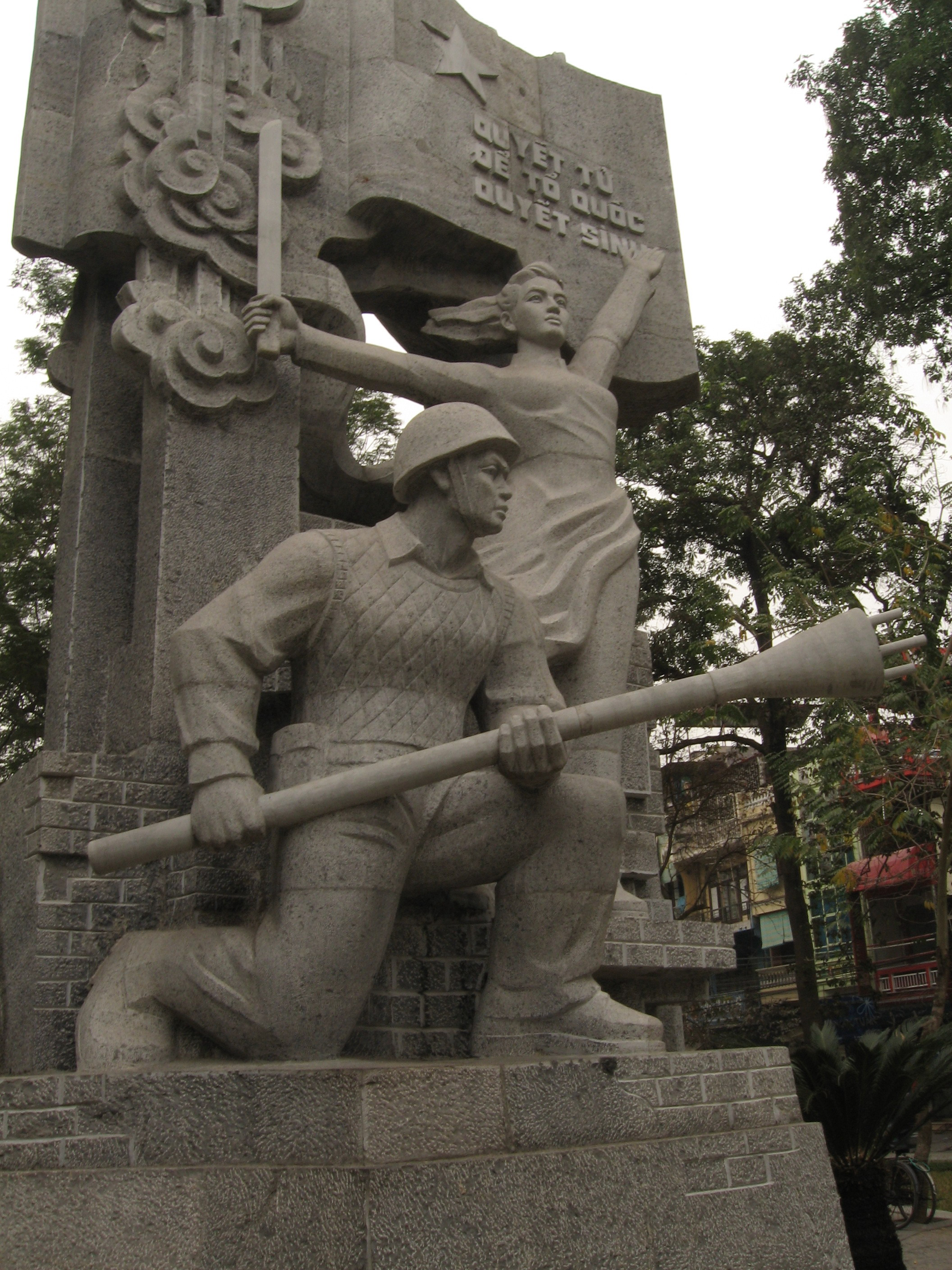
Válečný památník v Hanoji

Komunistické nebezpečí v jihovýchodní Asii významně urychlilo vznik vojenského uskupení SEATO. Již 8. září 1954 byla podepsána zakládací smlouva v Manile.
 Reálná situace v Indočíně byla nadále nestabilní, i když v Kambodži panoval relativní klid, v Laosu nedodržení dohod vyústilo koncem 50. let k občanské válce, kterou dočasně ukončily Ženevské dohody o Laosu z roku 1962. Ty byly podepsány 23. června 1962. Potvrzovaly neutralitu Laosu a vznik koaliční vlády. V roce 1964 však došlo k opětovnému obnovení bojů.
V jižním Vietnamu byl donucen k abdikaci Bao Dai a k moci se dostal diktátor Ngô Ðình Diệm, zprvu podporovaný Spojenými státy, které se však po nastolení jeho diktatury, podílely prostřednictvím CIA na Diemově zavraždění v listopadu 1963. 
 V severním Vietnamu získal absolutní vládu Ho Či Min, jehož cílem bylo sjednocení Vietnamu pod komunistickou ideologií. Později jeho režim podporoval v jižním Vietnamu vzniklou Frontu národního osvobození a zejména její ozbrojenou složku – národní osvobozeneckou armádu (Vietkong, urážlivá přezdívka, v překladu "vietnamští komunisti"), která měla za cíl svržení jihovietnamského režimu.

## Galerie

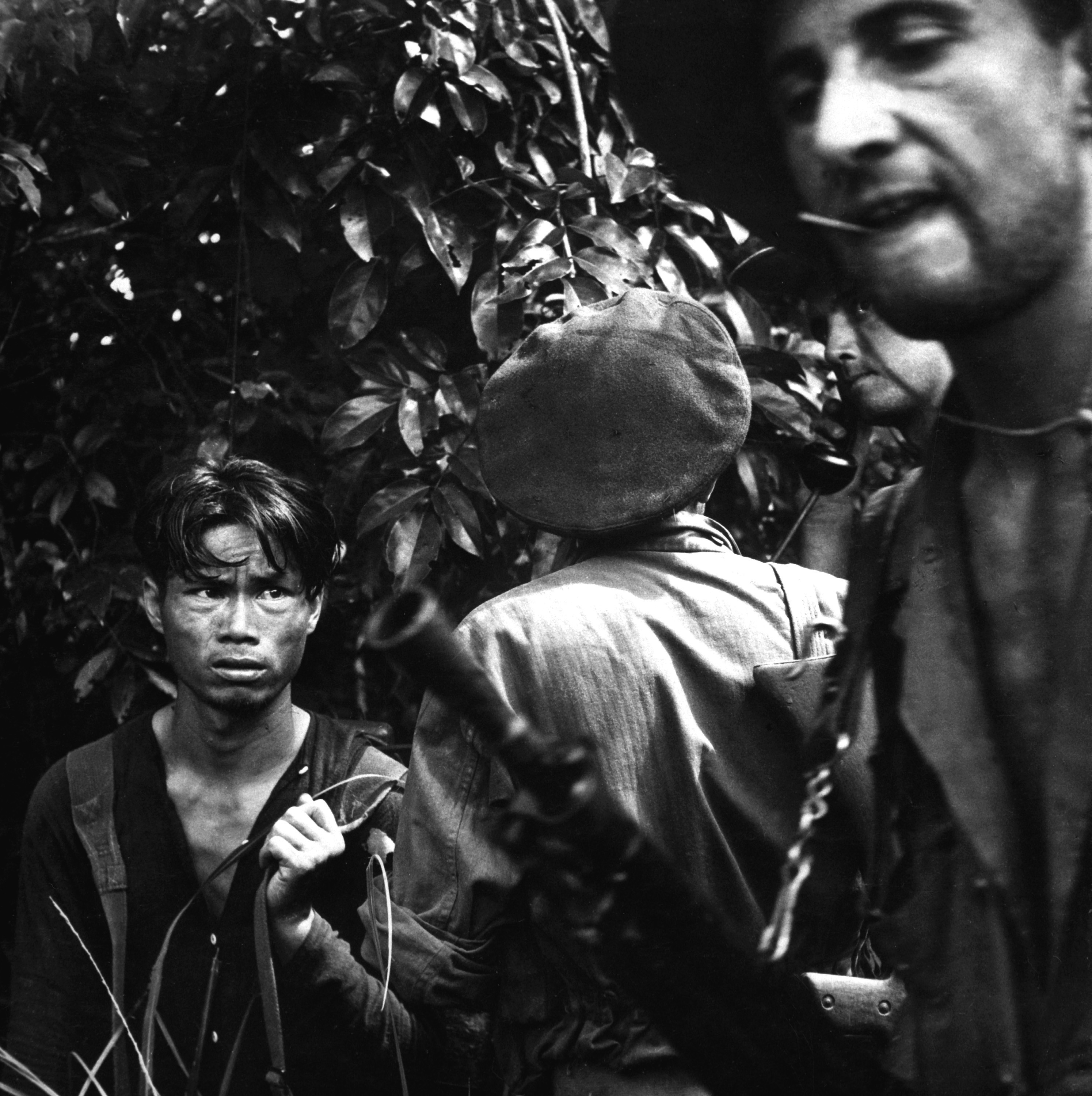
Francouzská Cizinecká legie v bojích.
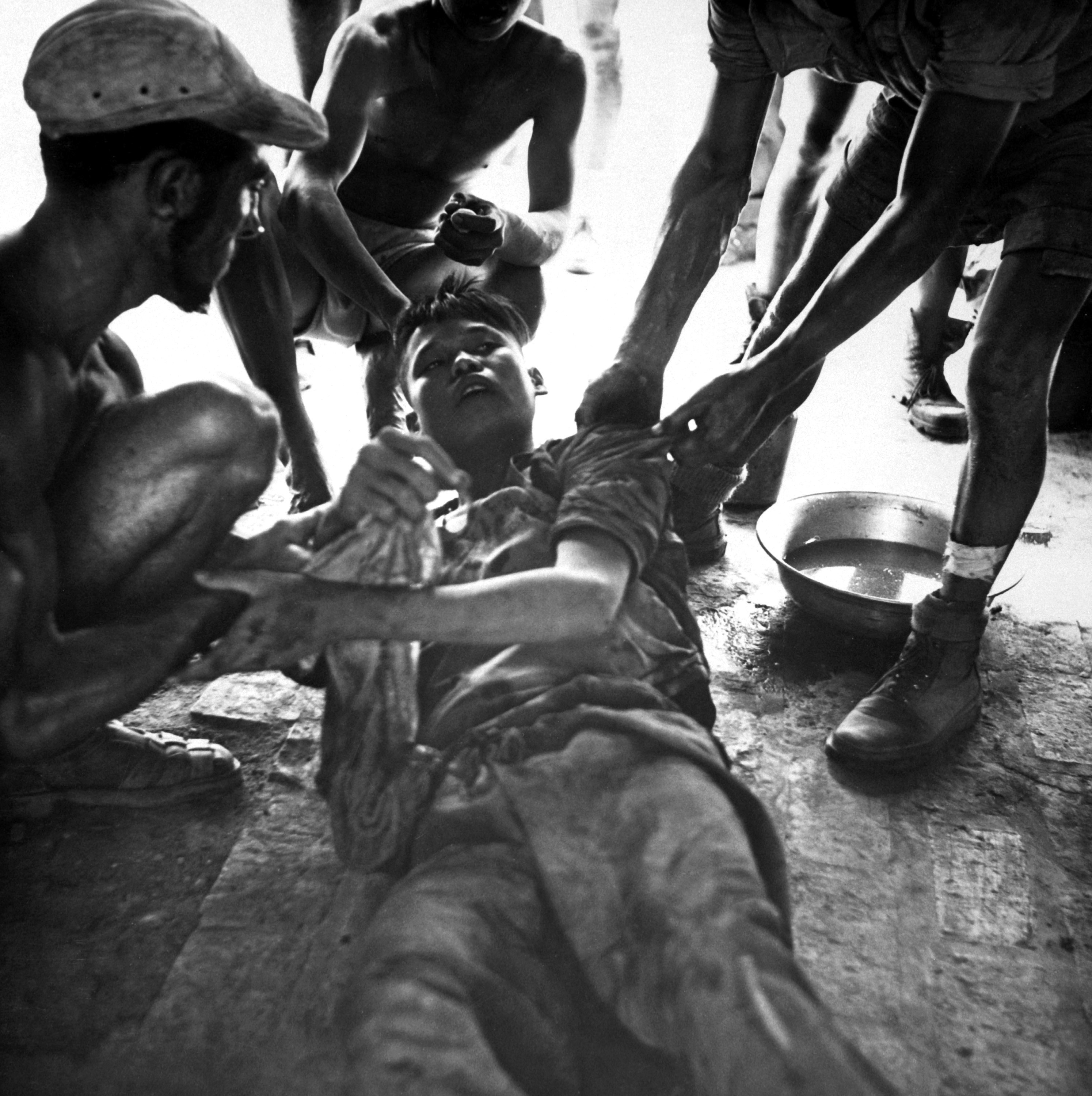
Zraněný rebel dostává první pomoc od členů Francouzské armády
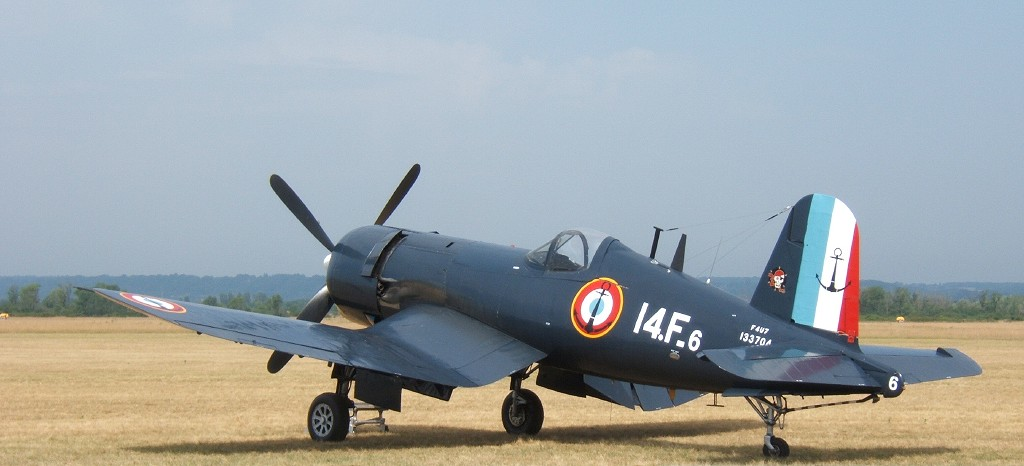
Vought F4U Corsair, který bojoval v Indočíně
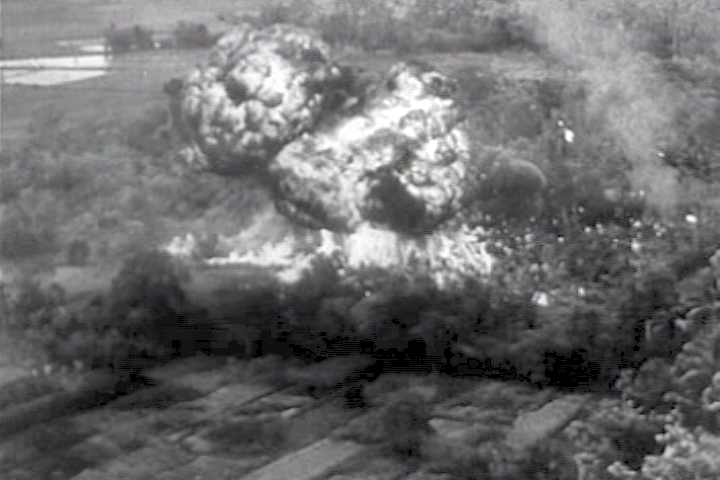
Napalm používaný Francouzskou armádou
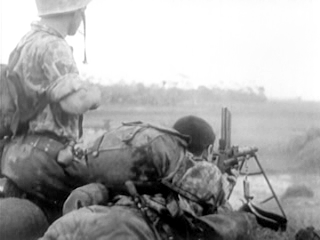
Výsadkáři cizinecké legie pálí z kulometu FM 24/29 během přepadu (1952).
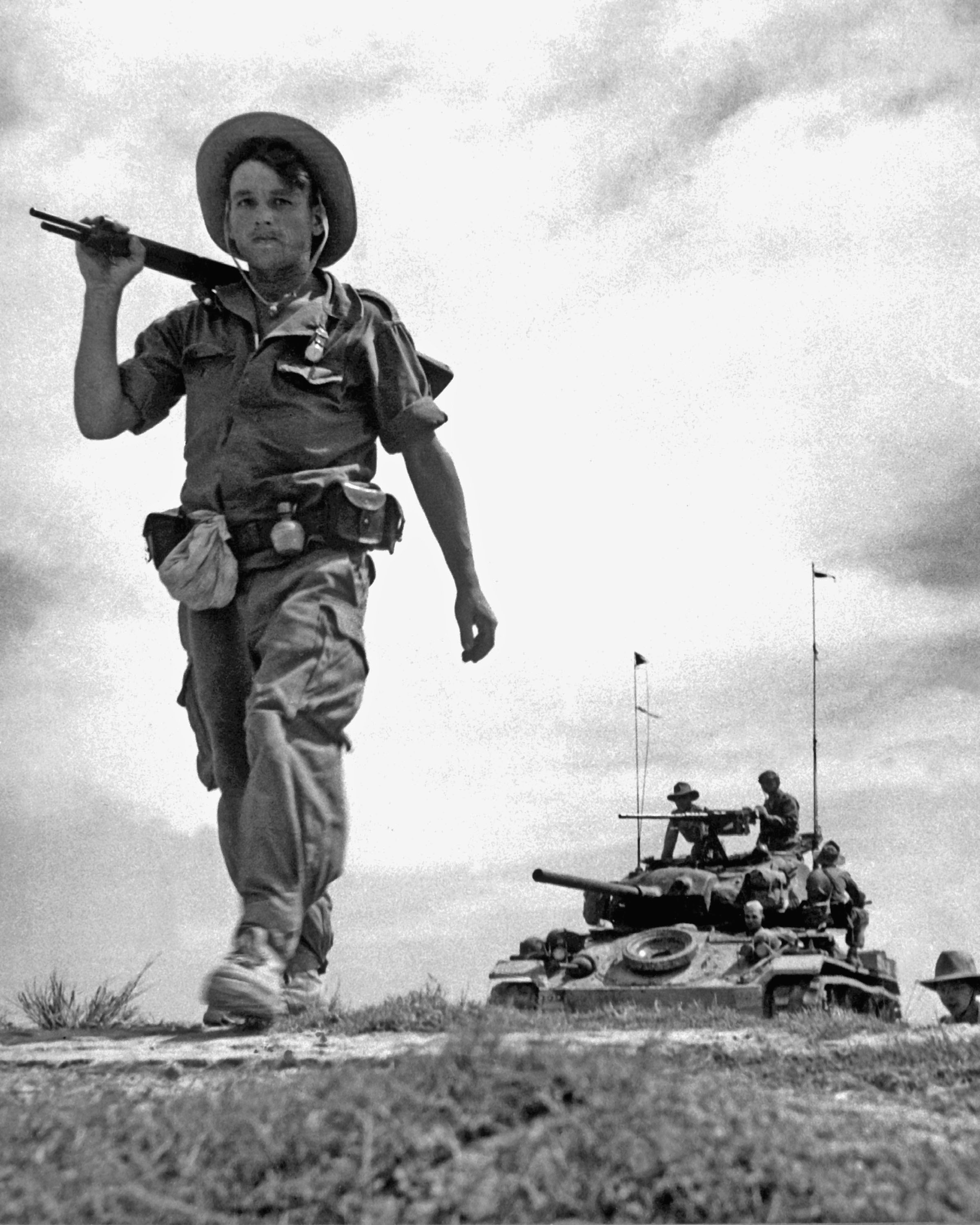
Jednotky cizinecké legie a tank M24 Chafee